# Johnnie Ray
Pour les articles homonymes, voir Ray.
John Alvin Ray (10 janvier 1927 à Dallas (Oregon) - 24 février 1990 à Los Angeles) est un pianiste et chanteur auteur-compositeur de chansons américain.
Il a créé plus de 200 chansons pendant sa carrière. Extrêmement populaire pendant une grande partie des années 1950, Ray a été cité par les critiques comme un précurseur majeur de ce qui allait devenir le rock 'n' roll, pour son jazz et blues qui ont influencé la musique et sa personnalité sur scène.

## Enfance
Johnny Ray grandit au sein de la communauté de Hopewell (en), dans l'Oregon. Ses parents sont Elmer et Hazel (Simkins) Ray. Avec sa grande sœur Elma, Ray a passé une partie de son enfance dans une ferme à Dallas, Oregon et suit dans une école primaire. La famille a ensuite déménagé à Portland, Oregon, où Ray suivra le collège.